# Sergei Petrowitsch Trubezkoi

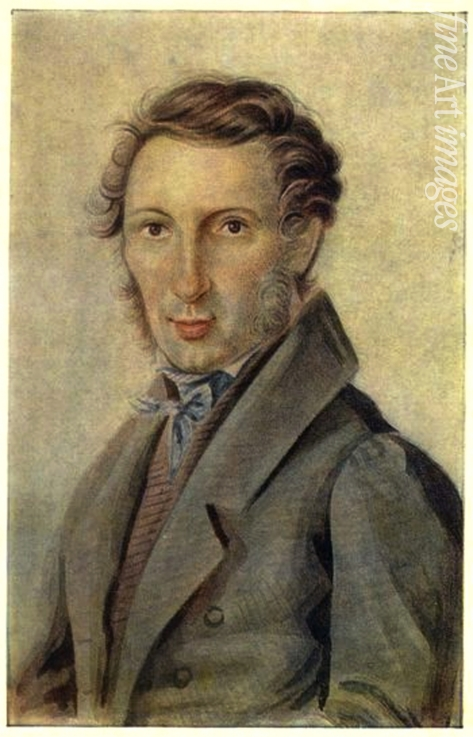
Sergei Petrowitsch Trubezkoi

Fürst Sergei Petrowitsch Trubezkoi (russisch Сергей Петрович Трубецкой, wiss. Transliteration Sergej Petrovič Trubeckoj; * 29. Augustjul. / 9. September 1790greg. in Nischni Nowgorod; † 22. Novemberjul. / 4. Dezember 1860greg. in Moskau) war ein russischer Adliger und Offizier. 
Trubezkoi entstammte dem Fürstenhaus Trubezkoi. In seiner Jugend nahm er als Offizier an den Feldzügen 1812–1814 teil. Als ein Führer des Dekabristen-Aufstandes 1825 in Sankt Petersburg war Sergei Petrowisch Trubezkoi als Regierungschef vorgesehen, er wurde 1826/55 nach Sibirien verbannt und erhielt nach 30 Jahren seine Freiheit zurück. Sergei Trubezkoi war Freimaurer.
Seine Aufzeichnungen (Записки) wurden 1863 von Alexander Herzen in London veröffentlicht.